# الاسعد الورتانی
الاسعد الورتانی (انگلیسی: Lassaâd Ouertani; ۲ مهٔ ۱۹۸۰ – ۴ ژانویهٔ ۲۰۱۳) بازیکن فوتبال اهل تونس بود.
از باشگاه‌هایی که در آن بازی کرده‌است می‌توان به باشگاه فوتبال القیروانیه، باشگاه فوتبال آفریقایی، باشگاه فوتبال المعب تونس، و باشگاه فوتبال الجرجیسی اشاره کرد.
وی همچنین در تیم ملی فوتبال تونس بازی کرده‌است.